# Abierto Mexicano de Tenis 2020
L'Abierto Mexicano de Tenis 2020, anche conosciuto come Abierto Mexicano Telcel presentado por HSBC 2020 per motivi di sponsorizzazione, è stato un torneo di tennis giocato sul cemento. È stata la 27ª edizione del torneo maschile, facente parte della categoria ATP mTour 500 nell'ambito dell'ATP Tour 2020, e la 20ª del torneo femminile facente parte della categoria WTA International nell'ambito del WTA Tour 2020. Sia il torneo maschile che quello femminile si sono giocati al Princess Mundo Imperial di Acapulco in Messico, dal 22 al 29 febbraio 2020.

## Partecipanti ATP

### Teste di serie
| Nazionalità | Giocatore             | Ranking* | Testa di serie |
| ----------- | --------------------- | -------- | -------------- |
| Spagna      | Rafael Nadal          | 2        | 1              |
| Germania    | Alexander Zverev      | 7        | 2              |
| Svizzera    | Stan Wawrinka         | 16       | 3              |
| Canada      | Félix Auger-Aliassime | 18       | 4              |
| Stati Uniti | John Isner            | 19       | 5              |
| Australia   | Nick Kyrgios          | 21       | 6              |
| Bulgaria    | Grigor Dimitrov       | 22       | 7              |
| Serbia      | Dušan Lajović         | 23       | 8              |

* Ranking al 17 febbraio 2020.

### Altri partecipanti
I seguenti giocatori hanno ricevuto una wild card per il tabellone principale:
- Gerardo López Villaseñor
- Cameron Norrie
- Mischa Zverev

Il seguente giocatore è entrato nel tabellone principale come ranking protetto:
- Mackenzie McDonald

Il seguente giocatore è entrato nel tabellone principale come special exempt:
- Pedro Martínez

I seguenti giocatori sono entrati nel tabellone principale passando dalle qualificazioni:

- Damir Džumhur
- Marcos Giron
- Jason Jung
- Tommy Paul

I seguenti giocatori sono entrati in tabellone come lucky loser:
- Alex Bolt
- Tarō Daniel

### Ritiri
Prima del torneo
- Kevin Anderson → sostituito da  Kwon Soon-woo
- Matteo Berrettini → sostituito da  Kyle Edmund
- Lucas Pouille → sostituito da  Steve Johnson
- Reilly Opelka → sostituito da  Tarō Daniel
- Jordan Thompson → sostituito da  Alex Bolt

## Partecipanti WTA

### Teste di serie
| Nazionalità | Giocatrice      | Ranking* | Testa di serie |
| ----------- | --------------- | -------- | -------------- |
| Stati Uniti | Sloane Stephens | 34       | 1              |
| Cina        | Wang Yafan      | 57       | 2              |
| Rep. Ceca   | Marie Bouzková  | 60       | 3              |
| Stati Uniti | Lauren Davis    | 62       | 4              |
| Stati Uniti | Venus Williams  | 66       | 5              |
| Cina        | Zhu Lin         | 69       | 6              |
| Regno Unito | Heather Watson  | 74       | 7              |
| Giappone    | Nao Hibino      | 75       | 8              |

* Ranking al 17 febbraio 2020.

### Altre partecipanti
Le seguenti giocatrici hanno ricevuto una wild card per il tabellone principale:
- Katie Volynets
- Venus Williams
- Renata Zarazúa

Le seguenti giocatrici sono entrata in tabellone con il ranking protetto:
- Kateryna Bondarenko
- Katie Boulter
- Shelby Rogers
- Anna Karolína Schmiedlová
- Coco Vandeweghe

Le seguenti giocatrici sono entrate nel tabellone principale passando dalle qualificazioni:

- Usue Maitane Arconada
- Caroline Dolehide
- Sara Errani
- Leylah Fernandez
- Kaja Juvan
- Wang Xiyu

La seguente giocatrice è entrata in tabellone come lucky loser:
- Francesca Di Lorenzo

### Ritiri
Prima del torneo
- Fiona Ferro → sostituita da  Heather Watson
- Madison Keys → sostituita da  Jasmine Paolini
- Kateryna Kozlova → sostituita da  Nao Hibino
- Jasmine Paolini → sostituita da  Francesca Di Lorenzo
- Rebecca Peterson → sostituita da  Coco Vandeweghe

## Punti
| Evento              | V   | F   | SF  | QF | 2T   | 1T   | Q3   | Q2   | Q1   |
| Singolare maschile  | 500 | 300 | 180 | 90 | 45   | 0    | 20   | 10   | 0    |
| Doppio maschile     | 500 | 300 | 180 | 90 | 0    | N.D. | 45   | 25   | 0    |
| Singolare femminile | 280 | 180 | 110 | 60 | 30   | 1    | 18   | 12   | 1    |
| Doppio femminile    | 280 | 180 | 110 | 60 | N.D. | 1    | N.D. | N.D. | N.D. |

## Montepremi
| Evento              | V        | F        | SF      | QF      | 2T      | 1T      | Q3   | Q2     | Q1     |
| Singolare maschile  | 367630 $ | 184640 $ | 93160 $ | 48955 $ | 24470 $ | 13540 $ | N.D. | 5210 $ | 2600 $ |
| Doppio maschile*    | 115510 $ | 56540 $  | 28350 $ | 14550 $ | 7520 $  | N.D.    | N.D. | N.D.   | N.D.   |
| Singolare femminile | 43000 $  | 21400 $  | 11500 $ | 6275 $  | 3600 $  | 2300 $  | 0 $  | 1685 $ | 1100 $ |
| Doppio femminile *  | 13580 $  | 7200 $   | 4000 $  | 2300 $  | N.D.    | 1520 $  | N.D. | N.D.   | N.D.   |

* per squadra

## Campioni

### Singolare maschile
Rafael Nadal ha sconfitto in finale  Taylor Fritz con il punteggio di 6-3, 6-2.
- È l'ottantacinquesimo titolo in carriera per Nadal, il primo della stagione.

### Singolare femminile
Heather Watson ha sconfitto in finale  Leylah Fernandez con il punteggio di 6-4, 6(8)-7, 6-1.
- È il quarto titolo in carriera per Watson, il primo della stagione.

### Doppio maschile
Łukasz Kubot /  Marcelo Melo hanno sconfitto in finale  Juan Sebastián Cabal /  Robert Farah con il punteggio di 7–6(6), 6(4)–7, [11-9].

### Doppio femminile
Desirae Krawczyk /  Giuliana Olmos hanno sconfitto in finale  Kateryna Bondarenko /  Sharon Fichman con il punteggio di 6-3, 7-6(5).